# Giel-Courteilles
Giel-Courteilles és un municipi francès situat al departament de l'Orne i a la regió de Normandia. L'any 2007 tenia 506 habitants.

## Demografia

### Població
El 2007 la població de fet de Giel-Courteilles era de 506 persones. Hi havia 135 famílies de les quals 29 eren unipersonals (9 homes vivint sols i 20 dones vivint soles), 41 parelles sense fills, 57 parelles amb fills i 8 famílies monoparentals amb fills.
La població ha evolucionat segons el següent gràfic:
Habitants censats

### Habitatges
El 2007 hi havia 171 habitatges, 138 eren l'habitatge principal de la família, 29 eren segones residències i 4 estaven desocupats. 162 eren cases i 6 eren apartaments. Dels 138 habitatges principals, 81 estaven ocupats pels seus propietaris, 47 estaven llogats i ocupats pels llogaters i 10 estaven cedits a títol gratuït; 2 tenien una cambra, 6 en tenien dues, 17 en tenien tres, 40 en tenien quatre i 73 en tenien cinc o més. 107 habitatges disposaven pel capbaix d'una plaça de pàrquing. A 59 habitatges hi havia un automòbil i a 71 n'hi havia dos o més.

### Piràmide de població
La piràmide de població per edats i sexe el 2009 era:
| Homes | Edats   | Dones |
| ----- | ------- | ----- |
| 0     | 95 o +  | 0     |
| 0     | 90 a 94 | 0     |
| 0     | 85 a 89 | 0     |
| 4     | 80 a 84 | 0     |
| 12    | 75 a 79 | 8     |
| 12    | 70 a 74 | 8     |
| 8     | 65 a 69 | 12    |
| 4     | 60 a 64 | 4     |
| 0     | 55 a 59 | 4     |
| 24    | 50 a 54 | 8     |
| 12    | 45 a 49 | 20    |
| 12    | 40 a 44 | 8     |
| 16    | 35 a 39 | 12    |
| 12    | 30 a 34 | 20    |
| 8     | 25 a 29 | 8     |
| 12    | 20 a 24 | 12    |
| 24    | 15 a 19 | 16    |
| 4     | 10 a 14 | 8     |
| 8     | 5 a 9   | 12    |
| 12    | 0 a 4   | 0     |

## Economia
El 2007 la població en edat de treballar era de 382 persones, 175 eren actives i 207 eren inactives. De les 175 persones actives 155 estaven ocupades (86 homes i 69 dones) i 19 estaven aturades (8 homes i 11 dones). De les 207 persones inactives 10 estaven jubilades, 179 estaven estudiant i 18 estaven classificades com a «altres inactius».

### Ingressos
El 2009 a Giel-Courteilles hi havia 149 unitats fiscals que integraven 395 persones, la mediana anual d'ingressos fiscals per persona era de 16.132 €.

### Activitats econòmiques
Dels 11 establiments que hi havia el 2007, 2 eren d'empreses de fabricació d'altres productes industrials, 4 d'empreses de construcció, 1 d'una empresa de comerç i reparació d'automòbils, 2 d'empreses d'hostatgeria i restauració, 1 d'una empresa d'informació i comunicació i 1 d'una empresa classificada com a «altres activitats de serveis».
Dels 5 establiments de servei als particulars que hi havia el 2009, 1 era un paleta, 1 guixaire pintor, 1 fusteria, 1 perruqueria i 1 restaurant.
L'any 2000 a Giel-Courteilles hi havia 20 explotacions agrícoles que ocupaven un total de 750 hectàrees.

## Equipaments sanitaris i escolars
```
A 
Giel-Courteilles
 hi havia 1 col·legi d'educació secundària i 1 liceu tecnològic. Als col·legis d'educació secundària hi havia 76 alumnes i als liceus tecnològics 178.
```

## Poblacions més properes
El següent diagrama mostra les poblacions més properes.